# Apogonalia stalii
Apogonalia stalii är en insektsart som beskrevs av Victor Antoine Signoret 1855. Apogonalia stalii ingår i släktet Apogonalia och familjen dvärgstritar. Inga underarter finns listade i Catalogue of Life.